# Max Predöhl
Max Garlieb August Predöhl (Hamburgo, 29 de março de 1854 – Hamburgo, 11 de março de 1923) era um advogado e político de Hamburgo. Ele atuou como senador e primeiro prefeito de Hamburgo (chefe de estado e chefe de governo).

## Vida e carreira
Filho de um comerciante de Hamburgo, obteve um doutorado em Leipzig em 1876 e trabalhou como advogado até 1893. Ele também foi co-editor do Handelsgerichtszeitung.
Em 26 de junho de 1893, o Parlamento de Hamburgo o elegeu para o assento vitalício no Senado, desocupado com a morte de Otto Wilhelm Mönckeberg e, entre 1910 e 1911, 1914 e 1917, ele serviu como primeiro prefeito e presidente do Senado. Ele também foi segundo prefeito em 1913 e 1916.
Sua carreira política terminou em 1919, após as mudanças constitucionais que aboliram os privilégios legais dos grandes burgueses. Predöhl, com o Senado completo de Hamburgo, desde 18 de novembro de 1918, atuando apenas como administração, renunciou em 27 de março de 1919. O Parlamento de Hamburgo não elegeu Predöhl para o próximo senado, ao contrário de sete de seus colegas senadores.
Ele era casado com Clara Amsinck e sua sogra era membro da família Gossler; ambas as famílias estavam entre as mais proeminentes em Hamburgo. As conexões da família de sua esposa avançaram muito em sua posição social.
Ele era o pai do economista Andreas Predöhl, que se tornou reitor da Universidade de Kiel.